# 忍坂女王
忍坂女王（おしさかじょおう/おしさかのおおきみ、生没年不詳）は、奈良時代の日本の皇族。系譜は不明だが、新田部親王の娘という説もある。位階は従五位上。

## 経歴
称徳朝の神護景雲3年（769年）5月、県犬養姉女たちの謀反の計画に加わり、聖武天皇の娘の不破内親王の子である氷上志計志麻呂を皇位につけようとして、天皇への巫蠱を行ったとして遠流の罪に処せられている。この時の位階は不明。
ところが、光仁朝の宝亀2年（771年）になって、それらは丹比乙女による誣告と判明し、姉女らとともに名誉を回復した。その後、桓武朝の天応元年（771年）9月、無位から従五位下に叙爵され、延暦5年（786年）正月には、従五位上に昇叙している。

## 官歴
『続日本紀』による
- 神護景雲3年（769年） 5月29日：流罪（遠流）
- 天応元年（771年）9月4日：従五位下
- 延暦5年（786年）正月14日：従五位上